# Descurainia appendiculata
Descurainia appendiculata är en korsblommig växtart som först beskrevs av August Heinrich Rudolf Grisebach, och fick sitt nu gällande namn av Otto Eugen Schulz. Descurainia appendiculata ingår i släktet stillfrön, och familjen korsblommiga växter. Inga underarter finns listade i Catalogue of Life.